# Изповеди (Жан-Жак Русо)
„Изповеди“ е автобиографична книга на Жан-Жак Русо. В съвремието често се публикува със заглавието „Изповедите на Жан-Жак Русо“, за да се разграничи от Изповедите на Августин Блажени. Книгата покрива първите петдесет и три години от живота на Русо, до 1765 г., и е завършена през 1769 г., но бива публикувана едва през 1782 г., четири години след смъртта му, въпреки че Русо е чел откъси от ръкописа си публично в различни салони и други места за срещи.

## Описание
„Изповедите“ са на практика две отделни творби, като двете съдържат по шест книги. Книги от I до VI са написани между 1765 и 1767 и са публикувани през 1782, докато книги от VII до XII са написани през 1769 – 1770 и публикувани през 1789. Русо намеква за планирана трета част, но тя така и не е завършена. Въпреки че книгата съдържа фактически неточности – по-специално, датите на Русо често са неточни, някои събития не са точно така, а други са представени съвсем погрешно, непълно или неправилно , Русо дава отчет за преживяванията, които са оформили личността и идеите му. Например, някои части от собственото му образование ясно присъстват в неговия трактат за идеалното образование, Емил или За образованието.
Работата на Русо е забележителна, защото е една от първите важни автобиографии. Преди Изповедите двете известни големи автобиографични произведения са Изповеди на свети Августин и Животът на света Тереза от Авила. И двете произведения обаче се фокусират върху религиозния живот на своите автори, докато „Изповеди“ на Русо е една от първите автобиографии, в която някой описва собствения си живот главно по отношение на светските си преживявания и личните чувства. Русо съзнава уникалния характер на работата си; тя започва с известните думи: „Аз предприемам единствено по рода си дело, което едва ли някога ще има подражатели. Искам да покажа на себеподобните си един човек в цялата истинност на неговата природа; и този човек ще бъда аз." Неговият пример е последван: не след дълго от много други: Гьоте, Уърдсуърт, Стендал, Томас де Куинси, Джакомо Казанова и Виторио Алфиери написват своите автобиографии в подобен стил.
Изповедите са известни и с подробния разказ за унизителните и срамни моменти, преживени от Русо. Например Русо разказва за един инцидент, когато, докато е слуга, прехвърля своятавина за кражбата на панделка върху младо момиче, работещо в къщата. В допълнение, Русо обяснява мотивацията си зад решението как да се разпореди с петте извънбрачни деца, които е имал с Терез Левасьор.